# Joseph Adolph Leibrock
Joseph Adolph Leibrock, född 1808 i Braunschweig, död 1886, var en tysk tonsättare och musikteoretiker.
Leibrock var cellist vid hovkapellet i sin hemstad. Han skrev musik till Schillers Die Räuber, ouvertyrer, kvartetter och sånger med mera. 